# Bach von der Klostersalzquelle
Der Bach von der Klostersalzquelle ist ein gut einen Kilometer langer Bach auf dem Gebiet der Ortsgemeinde Lemberg im rheinland-pfälzischen Landkreis Südwestpfalz. Er ist ein nordwestlicher und linker Zufluss des Salzbachs im Südwestlichen Pfälzerwald.

## Geographie

### Verlauf

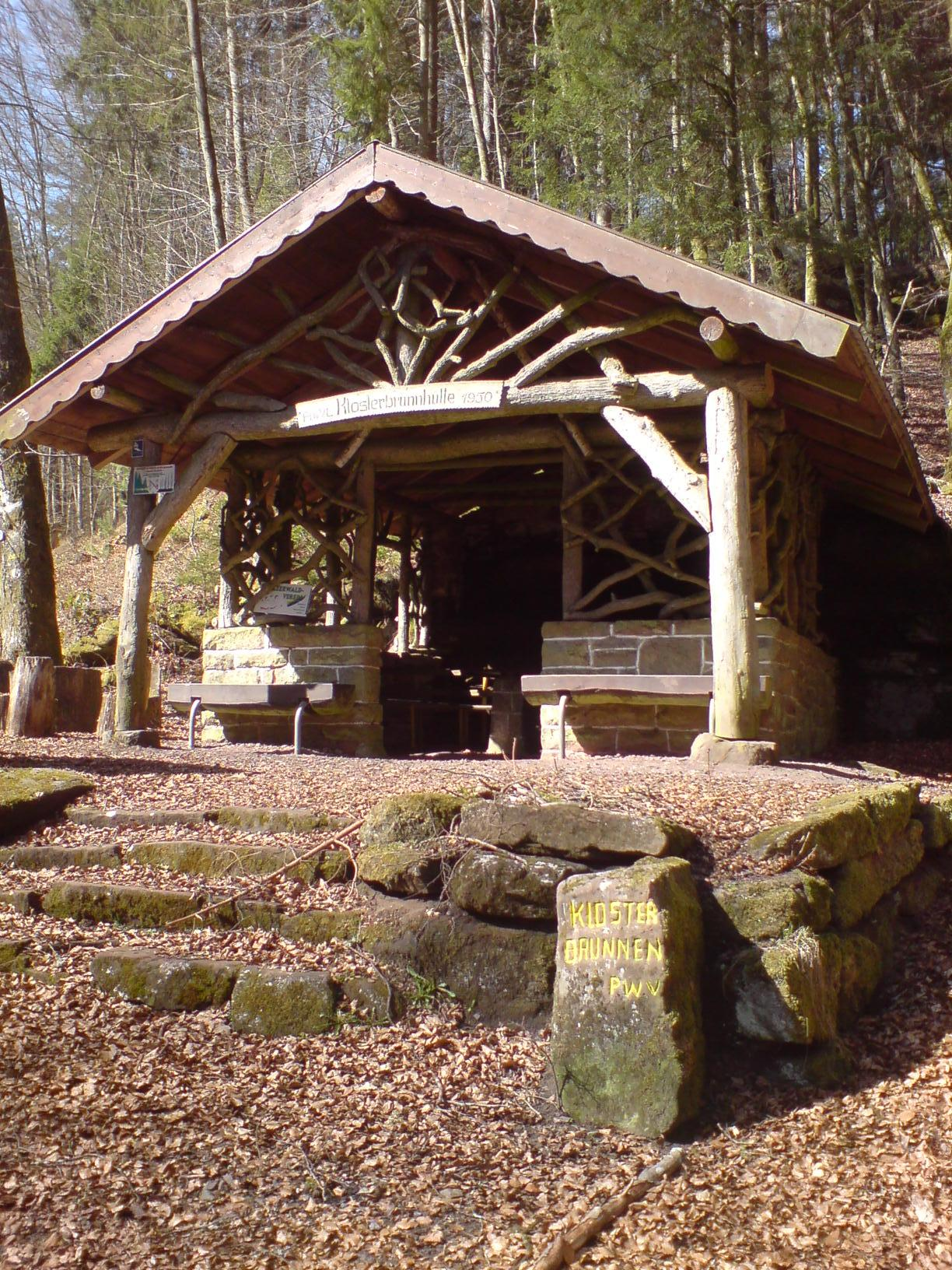
Die Hütte am Klosterbrunnen des Pfälzerwaldverein Lemberg

Der Bach von der Klostersalzquelle entspringt im Staatsforst Westrich auf einer Höhe von etwa 295 m ü. NHN südlich des Langenbergs am Rande eines Waldwegs direkt neben dem Klosterbrunnen in einem Laubwald. Knapp einen halben Kilometer nordnordöstlich der Quelle steht der Maiblumenfels
Der Bach fließt, begleitet von einem Waldweg, zunächst in südlicher Richtung durch den Laubwald. Etwa 100 Meter bachabwärts steht auf seiner rechten Seite die 1911 vom Pfälzerwald-Verein, Ortsgruppe Lemberg, errichtete Klosterbrunnhütte und der Ritterstein Klosterbrunnen (Ritterstein Nr. 36). Der Bach wendet sich nun nach Südsüdosten, durchfließt dann drei kleine Stauweiher und wird nach etwa 350 Meter auf seiner linken Seite vom Bach von der Klosterquelle gestärkt. 
Der Bach von der Klostersalzquelle fließt nun in fast südlicher Richtung und unterquert dann gut 100 Meter später die L 486. Er läuft nun südlich dieser Landesstraße in ostsüdöstlicher Richtung durch Laubwald. Ungefähr 300 Meter bachabwärts verschwindet er unter die Erde, kreuzt dabei die L 485 und taucht dann nach knapp 100 Meter wieder an der Oberfläche auf.
Er fließt nun durch die feuchten Wiesen der Salzbachaue und mündet schließlich zwischen den beiden Lemberger Ortsbezirken Langmühle im Westen und Salzwoog im Osten auf einer Höhe von etwa 232 m ü. NHN von links in den aus dem Westsüdwesten kommenden und dort auch Buchbach genannten mittleren Salzbach. Etwa 50 m bachabwärts mündet auf der anderen Seite der Storrbach.
Der 1,1 km lange Lauf des Bachs von der Klostersalzquelle endet ungefähr 63 Höhenmeter unterhalb seiner Quelle, er hat somit ein mittleres Sohlgefälle von etwa 57 ‰.

### Einzugsgebiet
Das 3,321 km² große Einzugsgebiet des Bachs von der Klostersalzquelle liegt im Südwestlichen Pfälzerwald und wird durch ihn über den Salzbach, die Lauter und den Rhein zur Nordsee entwässert.
Es grenzt
- im Nordosten an das Einzugsgebiet des Schiffelsbachs, der in den Salzbach mündet;
- im Osten an das des Steinbachs, der ebenfalls in den Salzbach mündet;
- im Westen und Norden an das der  Rodalb, die über den Schwarzbach, die Blies, die Saar und die Mosel in den Rhein entwässert und
- ansonsten an das des Salzbachs.

Fast das gesamte Einzugsgebiet ist bewaldet, nur im Mündungsbereich dominieren Feuchtwiesen. Die höchste Erhebung ist der Langenberg mit einer Höhe vom 449,1 m ü. NHN im Norden des Einzugsgebiets.

### Zuflüsse
- Bach von der Klosterquelle (links), 0,2 km, 0,2 km²